# 舊切爾維夏
51°36′13″N 25°22′23″E / 51.60361°N 25.37306°E
舊切爾維夏（烏克蘭語：Старі Червища），是烏克蘭西北部的村莊，隸屬沃倫州的卡明-卡希爾斯基區。該村面積0.98平方公里，海拔高度151米，2001年人口409，人口密度每平方公里418.63人。